# Pueblo Nuevo, Francisco Morazán
Pueblo Nuevo är en ort i Honduras.   Den ligger i departementet Departamento de Francisco Morazán, i den centrala delen av landet, 30 km norr om huvudstaden Tegucigalpa. Pueblo Nuevo ligger 1 053 meter över havet och antalet invånare är 958.
Terrängen runt Pueblo Nuevo är bergig. Runt Pueblo Nuevo är det ganska glesbefolkat, med 32 invånare per kvadratkilometer. Närmaste större samhälle är Zambrano, 18,0 km sydväst om Pueblo Nuevo. 